# Pastinaca verticillata
Pastinaca verticillata är en flockblommig växtart som beskrevs av Calest. Pastinaca verticillata ingår i släktet palsternackor, och familjen flockblommiga växter. Inga underarter finns listade i Catalogue of Life.